# Длинный хвост

График степенной функции, иллюстрирующий динамику уровня популярности товара. Слева — изображение пика продаж и их постепенный спад, до вывода товара из ассортимента. Справа — «длинный хвост». Площади левой и правой частей графика равны

Длинный хвост — розничная концепция, описывающая явление бо́льших суммарных продаж товаров, ставших в своё время классикой, по сравнению с товарами, которые в настоящее время считаются модными.
Концепцию «Длинный хвост» (англ. Long tail) впервые сформулировал Крис Андерсон в одноимённой статье в журнале Wired.